# Roche-et-Raucourt
Roche-et-Raucourt là một xã thuộc tỉnh Haute-Saône trong vùng Bourgogne-Franche-Comté phía đông nước Pháp.

## Population
| Năm  | Total |
| ---- | ----- |
| 2006 | 153   |
| 1999 | 175   |
| 1990 | 190   |